# Henry Clifton Sorby
Henry Clifton Sorby (1826-1908) là nhà địa chất học người Anh. Năm 1849, Sorby sử dụng kính hiển vi phân cực lần đầu tiên để khảo sát các mẫu đá. Điều này đã thu hút sư chú ý của Samuel Allport, một trong những người tiên phong trong việc nghiên cứu đá bằng kính hiển vi.